# Região Geográfica Imediata de Unaí

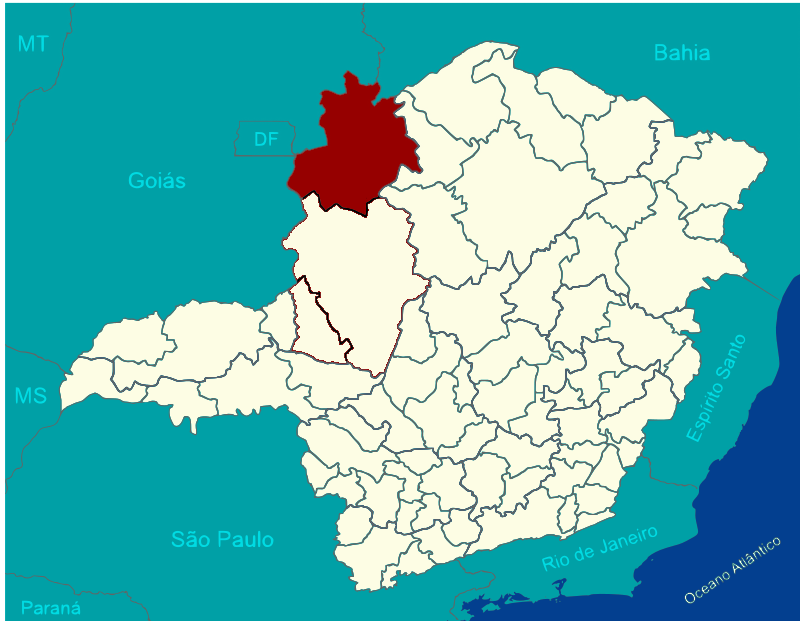
Região Geográfica Imediata de Unaí.

A Região Geográfica Imediata de Unaí é uma das 70 regiões geográficas imediatas do Estado de Minas Gerais, uma das três regiões geográficas imediatas que compõem a Região Geográfica Intermediária de Patos de Minas e uma das 509 regiões geográficas imediatas do Brasil, criadas pelo IBGE em 2017.

## Municípios
É composta por 11 municípios.
- Arinos
- Bonfinópolis de Minas
- Buritis
- Cabeceira Grande
- Dom Bosco
- Formoso
- Natalândia
- Riachinho
- Unaí
- Uruana de Minas
- Urucuia

## Estatísticas
Tem uma população estimada pelo IBGE para 1.º de julho de 2017 de 183 208 habitantes e área total de 31 201,059 km².